# John Jacob Riley

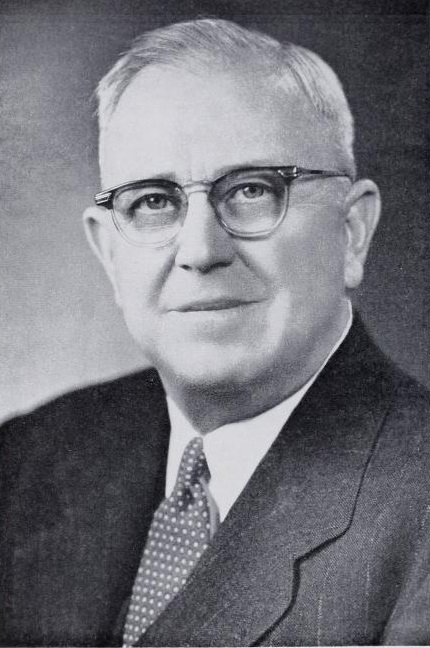
John Jacob Riley, 1962

John Jacob Riley (* 1. Februar 1895 bei Orangeburg, Orangeburg County, South Carolina; † 1. Januar 1962 in Surfside Beach, South Carolina) war ein US-amerikanischer Politiker (Demokratische Partei). Er vertrat den Bundesstaat South Carolina als Abgeordneter im US-Repräsentantenhaus.

## Werdegang
John Jacob Riley wurde am 1. Februar 1895 auf einer Farm im Orangeburg County geboren, wo er die öffentliche Schule besuchte. Er graduierte 1915 am Wofford College in Spartanburg. Anschließend unterrichtete er von 1915 bis 1917 an einer Schule in Orangeburg sowie von 1917 bis 1918 am Agricultural and Mechanical College in Clemson. Während des Ersten Weltkrieges diente er von 1918 bis 1919 als Seemann zweiter Klasse und als Yeoman dritter Klasse in der United States Navy. Nach dem Krieg betrieb er von 1919 bis 1945 Immobilien- und Versicherungsgeschäfte in Sumter. Ferner war er von 1923 bis 1945 Schriftführer einer Bau- und Darlehenskasse.

## Politik
Zwischen 1928 und 1944 nahm Riley als Delegierter an allen Parteitagen der Demokraten auf Staatsebene in South Carolina teil. 1944 wurde er dann in den 79. und in der Folge auch in den 80. Kongress gewählt. Seine Amtszeit belief sich vom 3. Januar 1945 bis zum 3. Januar 1949. Er kandidierte 1948 noch einmal für den 81. Kongress, unterlag aber; jedoch gelang ihm dann wieder die Wahl in den 82. und die fünf nachfolgenden Kongresse. Seine Amtszeit belief sich vom 3. Januar 1951 bis zu seinem Tod in Surfside Beach am 1. Januar 1962. Er wurde auf dem Friedhof von Sumter beigesetzt. In seiner Amtszeit im Kongress war er 1956 an der Verfassung des Southern Manifesto beteiligt, das sich gegen die Rassenintegration an öffentlichen Einrichtungen aussprach.
John Jacob Riley war mit Corinne Boyd Riley verheiratet, die seine Nachfolge im Kongress antrat.